# Кумба (массив)
Кумба — горный хребет, расположенный на Северном Урале в Свердловской области, Россия.

## Географическое положение
Горный хребет Кумба на границе муниципальных образований «Североуральский городской округ» и «городской округ Карпинск» Свердловской области, между рекой Вагран (правый приток реки Сосьва) и рекой Колонга (левый приток реки Вагран), в 15 километрах к западу-юго-западу от города Североуральск.

## Вершины
Высшая вершина — Кумба (921,1 метра), в 2,5 километрах к югу-юго-востоку — Золотой камень (818 метра), в 8 километрах к западу-югу-западу — Большая Брусковая (813,1 метра), в 7 километрах к юго-западу — Чёрный Увал (682 метра). 

## Описание
До 800 метров склоны хребта в лесах, а выше – редколесье и каменные россыпи, скалы-останцы. Есть скала Монах.